# 561
| [ Edytuj tabelę ]          |                                         |
| Król Bernicji              | - 560 Adda 568                          |
| Cesarz Bizancjum           | - 527 Justynian I Wielki 565            |
| Król Essexu                | - 527 Aescwine 587                      |
| Król Franków               | - 511 Chlotar I 561 - 561 Guntram I 592 |
| Król Franków w Austrazji   | - 561 Sigebert I 575                    |
| Król Franków w Neustrii    | - 561 Charibert I 567                   |
| Cesarz Japonii             | - 539 Kinmei 571                        |
| Król Kentu                 | - 560 Ethelbert I 616                   |
| Patriarcha Konstantynopola | - 552 Eutychiusz 565                    |
| Władca Korei               | - 559 P’yŏngwŏn 590                     |
| Król Longobardów           | - 546 Audoin 565                        |
| Król Mercji                | - 501 Cnebba (?) 566                    |
| Papież                     | - 556 Pelagiusz I 561 - 561 Jan III 574 |
| Król Persji                | - 531 Chosrow I 579                     |
| Król Wessexu               | - 560 Ceawlin 592                       |
| Król Wizygotów             | - 554 Atanagild 567                     |

Rok 561 / DLXI
stulecia: V wiek ~
VI wiek ~
VII wiek

lata: 551 «
556 «
557 «
558 «
559 «
560 «
561
» 562
» 563
» 564
» 565
» 566
» 571

## Wydarzenia
- 17 lipca – Katelinus obrany papieżem, przyjął imię Jan III.
- Podział królestwa Franków między synów Chlotara I.

## Urodzili się
- Św. Kolumban Młodszy, opat z Luxeuil i Bobbio. Jest to najpopularniejsza z wymienianych dat jego urodzin; pozostałe propozycje tutaj.

## Zmarli
- 4 marca – Pelagiusz I, papież (ur. ok. 500)[1]
- 29 listopada – Chlotar I, król Franków
- Chram I, książę Franków i syn Chlotara I
- Fei Di, cesarz Północnej Dynastii Qi (ur. 545)
- Xiao Zhao Di, cesarz Północnej Dynastii Qi (ur. 535)